# Miriam Naor
Miriam Naor est une juge israélienne née le 26 octobre 1947 à Jérusalem et morte dans la même ville le 24 janvier 2022.
En janvier 2015, elle devient présidente de la Cour suprême d'Israël. Elle quitte la cour en 2017 après y avoir siégé pendant 17 ans.
Après cela, elle occupe différentes fonctions. En 2018, elle prend la tête de la cour suprême de l'Organisation sioniste mondiale. À la suite de la bousculade du mont Méron en 2020, elle prend la tête de la commission d'enquête mise en place par la gouvernement.
Elle meurt le 24 janvier 2022 à l'âge de 74 ans.